# Mayenita
La mayenita es un mineral de la clase de los minerales óxidos. Fue descubierta en 1964 en el volcán Bellerberg cercano a la localidad de Mayen de en la provincia volcánica de Eifel, en el estado de Renania-Palatinado (Alemania), siendo nombrada así por el nombre de esta localidad. Un sinónimo es su clave: IMA1963-016.

## Características químicas
Es un óxido múltiple de calcio y aluminio.
Están actualmente en estudio nuevos minerales que junto éste formarían lo que se llamaría el "grupo de la mayenita", como una cloromayenita descubierta recientemente o una variedad anhidra de esta última que fue aprobada como mineral en el año 2010 con el nombre de brearleyita.

## Formación y yacimientos
Aparece en inclusiones sometidas a metamorfismo térmico en rocas calizas margosas en rocas volcánicas efusivas, pudiendo encontrarse en cualquier caliza que haya sido sometida a algo de metamorfismo térmico. Es un componente común del producto comercial "cemento Portland".
Suele encontrarse asociado a otros minerales como: calcita, ettringita, wollastonita, larnita, brownmillerita, gehlenita, diópsido, pirrotita, grosularia, espinela, afwillita, jennita, portlandita, jasmundita, melilita, kalsilita, corindón, spurrita o grossita.